# الكريون
قرية الكريون هي إحدى القرى التابعة لمركز كفر الدوار في محافظة البحيرة في جمهورية مصر العربية. حسب إحصاءات سنة 2006، بلغ إجمالي السكان في الكريون 14723 نسمة، منهم 7383 رجل و7340 امرأة.

## التاريخ
قرية الكريون من القرى القديمة، واسمها الأصلي وقت الفتح الإسلامي لمصر كريون (بالإنجليزية: Kerioun)‏، وقد وردت باسم الكريون في أعمال البحيرة ضمن قرى الروك الصلاحي التي أحصاها ابن مماتي في كتاب قوانين الدواوين، كما وردت باسم الكريون في أعمال البحيرة ضمن قرى الروك الناصري التي أحصاها ابن الجيعان في كتاب «التحفة السنية بأسماء البلاد المصرية». وفي العصر العثماني كان اسمها في تربيع سنة 933هـ/1527م الذي أجراه الوالي العثماني سليمان باشا الخادم في عصر السلطان العثماني سليمان القانوني الكريون ضمن قرى ولاية البحيرة، وفي تاريخ 1228هـ/1813م الذي عدّ قرى مصر بعد المسح الذي قام به محمد علي باشا باسم الكريون ضمن قرى مديرية البحيرة.